# Сорокин, Максим Ильич
Макси́м Ильи́ч Соро́кин (22 января 1968 — 30 июня 2007, около Элисты, Россия) — советский, российский и аргентинский шахматист, гроссмейстер (1992).

## Биография
Родился в Ижевске.
Ученик Иоганнеса Вельтмандера. Выступал за сборную Удмуртии на Всероссийских шахматных спартакиадах. Позже вместе с родителями переехал в Свердловск.
В 15 лет стал одним из победителей Всероссийской математической Олимпиады, тогда же досрочно окончил школу и поступил в Московский физико-технический институт. Вуз не окончил, отучившись всего год. Отслужил в армии, после чего вернулся к занятиям шахматами.
Участник 58-го, последнего в истории чемпионата СССР по шахматам (1991).
В составе сборной СССР победитель командного чемпионата мира среди молодёжи до 26 лет, также получил золотую медаль в индивидуальном зачёте (выступал на 1-й запасной доске).
В составе команды «Хорда» (Челябинск) участник 9-го Кубка европейских клубов (1993).
В составе различных клубов участник нескольких командных чемпионатов России. Высшее достижение — серебряная медаль (1992) в команде «Кадыр» (Челябинск), а также бронзовая медаль (2006) в индивидуальном зачёте в команде «Юнилайн» (Самара). Неоднократно становился победителем и призёром международных шахматных турниров.
С 1998 по 2002 год выступал за национальную сборную Аргентины (был женат на аргентинке, с которой впоследствии развелся). В составе сборной Аргентины участник 33-й Всемирной шахматной олимпиады (1998) в Элисте, играл на 1-й доске. Также был заявлен для участия в 34-й Олимпиаде (2000) в Стамбуле, однако не сыграл ни одной партии.
С 1989 года занимался тренерской работой:
- 1989—1992 гг. — тренер Всероссийской школы гроссмейстера А. Панченко.
- 1993—1998 гг. — работа с юными шахматистами и сборной командой Аргентины.
- 1999—2007 гг. — секундант победителя Всемирных шахматных Олимпиад и двукратного чемпиона мира в составе сборной России, чемпиона России 2005 г., участника матчей претендентов Сергея Рублевского.
- 2000—2007 гг. — работа в Индии с чемпионами мира среди юношей Сахаджем Гровером, Паримарьяном Неги, Шринатом Нараянаном и игроками мужской и женской сборных страны; ведение курсов повышения квалификации для индийских тренеров.
- 2004—2006 гг. — тренер женской сборной команды России.

Преподаватель гроссмейстерских школ Е. Бареева (2005—2006 гг.), Ю. Яковича (2006—2007 гг.), Б. Спасского (2007 г.).
Автор ряда методических публикаций в шахматных изданиях России, Аргентины, Индии на русском, испанском и английском языках.
Был дважды женат, воспитывал сына от первого брака и ждал ребенка во втором.
23 июня 2007 года попал в автокатастрофу, ему была сделана операция, но 30 июня скончался.
Похоронен на Широкореченском кладбище Екатеринбурга.

## Изменения рейтинга
| Графики недоступны из-за технических проблем. См. информацию на Фабрикаторе и на mediawiki.org. |